# Calcemia
A calcemia é a concentração de cálcio ionizado no sangue, no qual o seu teor depende da ação de dois hormônios reguladores chamados calcitonina, que é liberado pelas células C da tiroide em resposta a alta calcemia, no qual o seu papel é a diminuição da absorção de cálcio no intestino, e paratormônio que é liberado pela glândula paratiroide, aumentando a absorção de cálcio pelo intestino.
A incorreta concentração de cálcio no sangue pode levar a doenças como Osteopenia, Osteoporose ou Osteomalácia. Essa anormalidade na concentração pode ser devido a uma pouca ingestão de cálcio ou a doenças como Hipertiroidismo ou Hipotiroidismo, que desregulam a liberação dos hormônios reguladores. A correta concentração de cálcio no sangue é de fundamental importância já que este realiza um papel muito importante em diversos processos fisiológicos, devendo se localizar em torno de 9,4 mg/dl ou 2,4 mmol de cálcio por litro.
Da totalidade de cálcio presente no nosso organismo, apenas 0,1% está presente no plasma sanguíneo, pois 99% estão presente nos ossos e 0,9% nos dentes.